# John Hay (1er comte de Tweeddale)
Pour les articles homonymes, voir John Hay.
John Hay, 1er comte de Tweeddale (1593-1653) est un aristocrate écossais.

## Biographie
Hay est le fils de James Hay, 7e Lord Hay of Yester et de Margaret Kerr ou Ker, fille aînée de John Ker de Ferniehirst. Il devient Lord Hay de Yester en février 1609. La maison familiale est Bothans à Yester.
Il épouse Jean Seton, une fille d'Alexander Seton (1er comte de Dunfermline) (en) et Grizel Leslie.
Le courtisan Robert Kerr (1er comte d'Ancram) arrive en Écosse en juin 1629. Il apporte un cadeau de Charles Ier à Lady Yester comme cadeau de mariage, une coiffure bijou décrite comme un "head busk", une bande de petits diamants sertis de fleur de lys à porter sur le front d'une oreille à l'autre. Il mentionne la gratitude de Charles envers sa mère, Lady Seton, pour s'être occupée de lui pendant son enfance au palais de Dunfermline.
Ils ont un fils, John Hay (1er marquis de Tweeddale), qui épouse Jean Scott. Jean Seton, Lady Yester est décédée huit jours après la naissance.
John Hay se remarie en 1642 à Margaret Montgomerie (1617-1665), fille d'Alexander Montgomerie (6e comte d'Eglinton) et d'Anne Livingstone et ont William Hay de Drumelzier. Il épouse Elizabeth Seton, une fille d'Alexander Seton (1er vicomte de Kingston) en 1694. Il acquiert le château de Duns et une partie d'un collier ou d'une ceinture associé à Mary, reine d'Écosse qui est venue dans la famille Seton comme cadeau royal à Mary Seton ou à Anne Livingstone. Le collier est maintenant exposé au palais de Holyrood.
John Hay est nommé marquis de Tweeddale en 1646.
Après sa mort en 1653, sa veuve Margaret Montgomerie épouse William Cunningham (9e comte de Glencairn).